# Alex Callier
Alex Callier (Sint-Niklaas, 6 dicembre 1972) è un compositore, musicista e produttore discografico belga, noto per esser stato il fondatore degli Hooverphonic.

## Biografia
Nato nel comune fiammingo di Sint-Niklaas da madre di origini norvegesi ma nata in Russia e padre di origini tedesco-fiamminghe, iniziò a cantare amatorialmente nel coro della chiesa a soli 5 anni.
Dopo aver terminato gli studi lavorò come tecnico del suono e compositore di sigle per cartoni animati e anime (tra il 1988 e il 1991), per poi collaborare, sia come autore che come produttore, con svariati cantanti del Nord Europa tra cui Anggun, Dido, Alizée e Lene Marlin.
Nel 1991 ha fondato gli Hooverphonic con Raymond Geerts, Frank Duchêne ed Esther Lybeert, rimanendo autore di svariati singoli del gruppo.